# Mostyn
Mostyn är en ort och  community i Storbritannien.   Den ligger i kommunen Flintshire och riksdelen Wales, i den centrala delen av landet, 290 km nordväst om huvudstaden London. 